# Cmentarz w Brdowie
Cmentarz parafii św. Wojciecha – cmentarz parafii rzymskokatolickiej przy ul. Cmentarnej w Brdowie. Założony w 1790 roku. 

## Historia
Pierwszy cmentarz brdowski znajdował się przy kościele św. Wojciecha. Zakonników i szlachtę chowano w kryptach w podziemiach świątyni - został tam pochowany m.in. Jan Skarbek wraz z żoną. 
Obecny cmentarz grzebalny utworzony został w 1790 roku poza granicami administracyjnymi ówczesnego miasta. 
W 1843 r. na cmentarzu wystawiono okazały krzyż dębowy oraz wyznaczono miejsca dla wyznań: „wchodząc na cmentarz po prawej stronie miejsca mają lutrzy – ewangelicy, a od strony zachodniej dla wyznania greckokatolickiego”. 
Najstarsze nagrobki znajdujące się na cmentarzu parafialnym pochodzą z XIX w.

## Pochówki i nagrobki
- W roku 1805 na cmentarzu tym prawdopodobnie pochowano Jakuba Krzyżanowskiego - dziadka Fryderyka Chopina. Nie jest znane dokładne miejsce jego spoczynku. Pewne jest jednak, że spoczął on w Brdowie[2]. W 2010 roku na cmentarzu odsłonięto symboliczny nagrobek poświęcony Jakubowi Krzyżanowskiemu.

- W 1863 r. na cmentarzu w zbiorowej mogile pochowano 70 poległych powstańców styczniowych, walczących w bitwie pod Brdowem. W osobnych mogiłach spoczął dowódca oddziałów powstańczych Léon Young de Blankenheim, powstaniec Sikorski, powstaniec Złotnicki oraz powstaniec Karol Libelt – syn poznańskiego filozofa i działacza Karola Libelta.

- Wśród zachowanych nagrobków sprzed 1870 roku można wyróżnić nagrobki: ks. Tomaszewskiego, Marty Sadowskiej oraz Agnieszki Kwasiborskiej - żony burmistrza brdowskiego Antoniego.

- Na cmentarzu spoczywa rodzina Kiełczewskich - dziadek oraz wujostwo aktorki Poli Negri[3].

- Ponadto na cmentarzu znajdują się:
  - grobowiec ojców Paulinów,
  - grób ze szczątkami brdowskich księży przeniesionymi z kościoła w 1952 roku,
  - nagrobek symboliczny poświęcony zmarłym strażakom z O.S.P. Brdów.

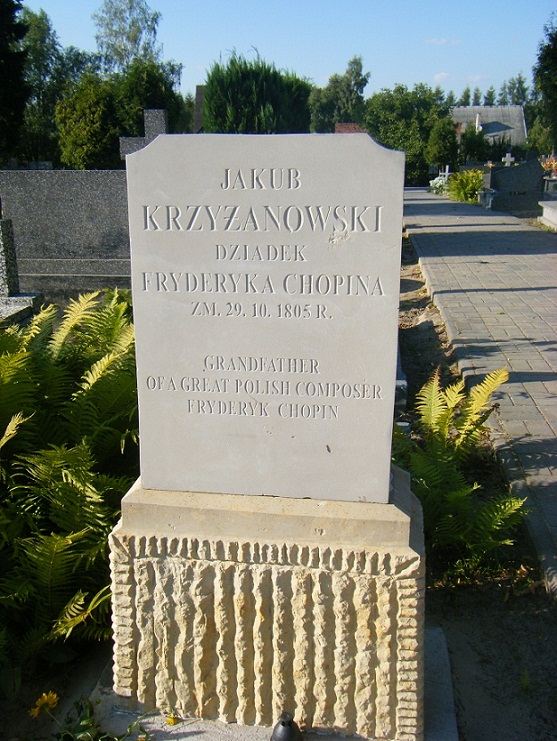
Symboliczny nagrobek Jakuba Krzyżanowskiego
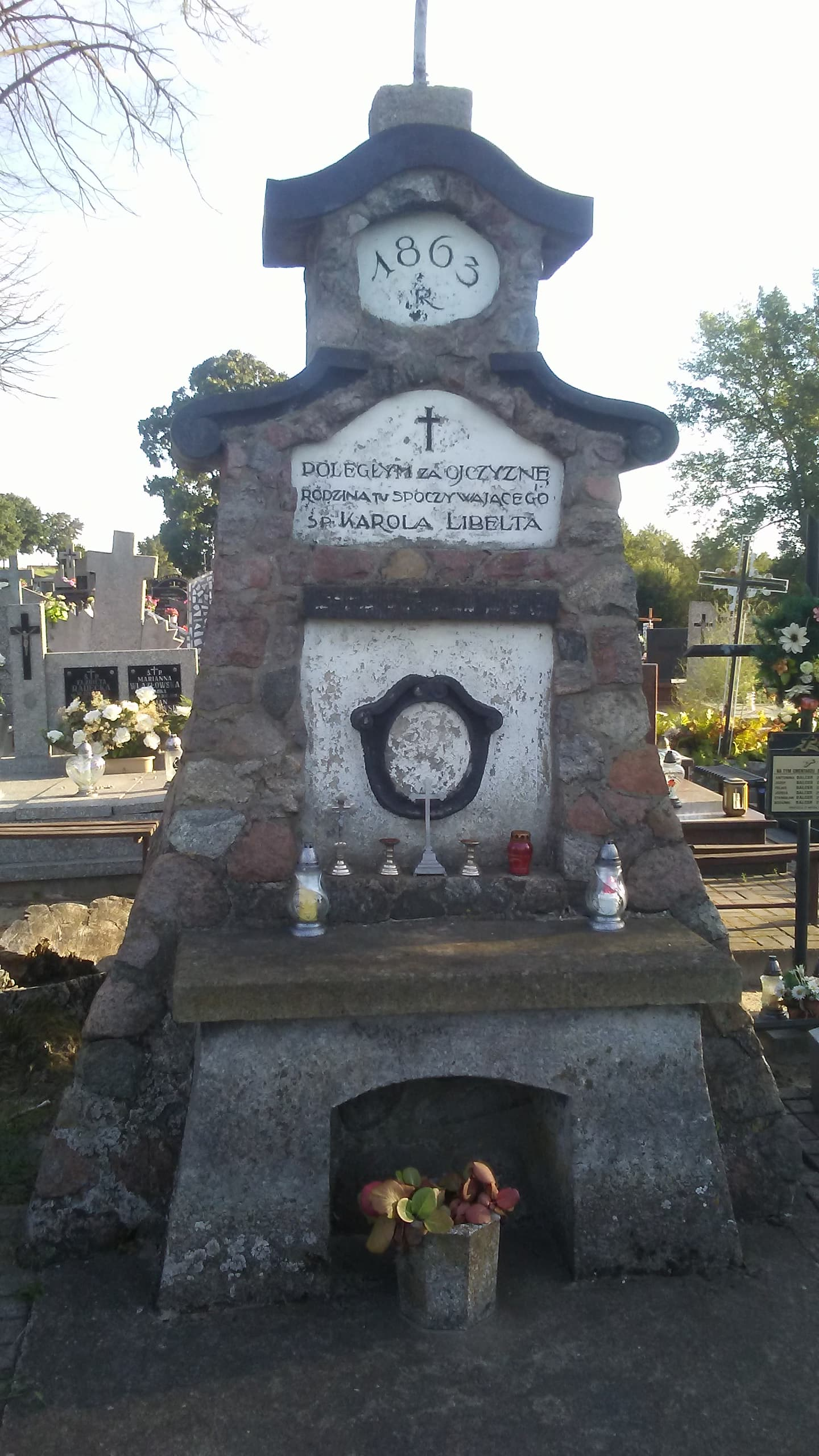
Mogiła Karola Libelta
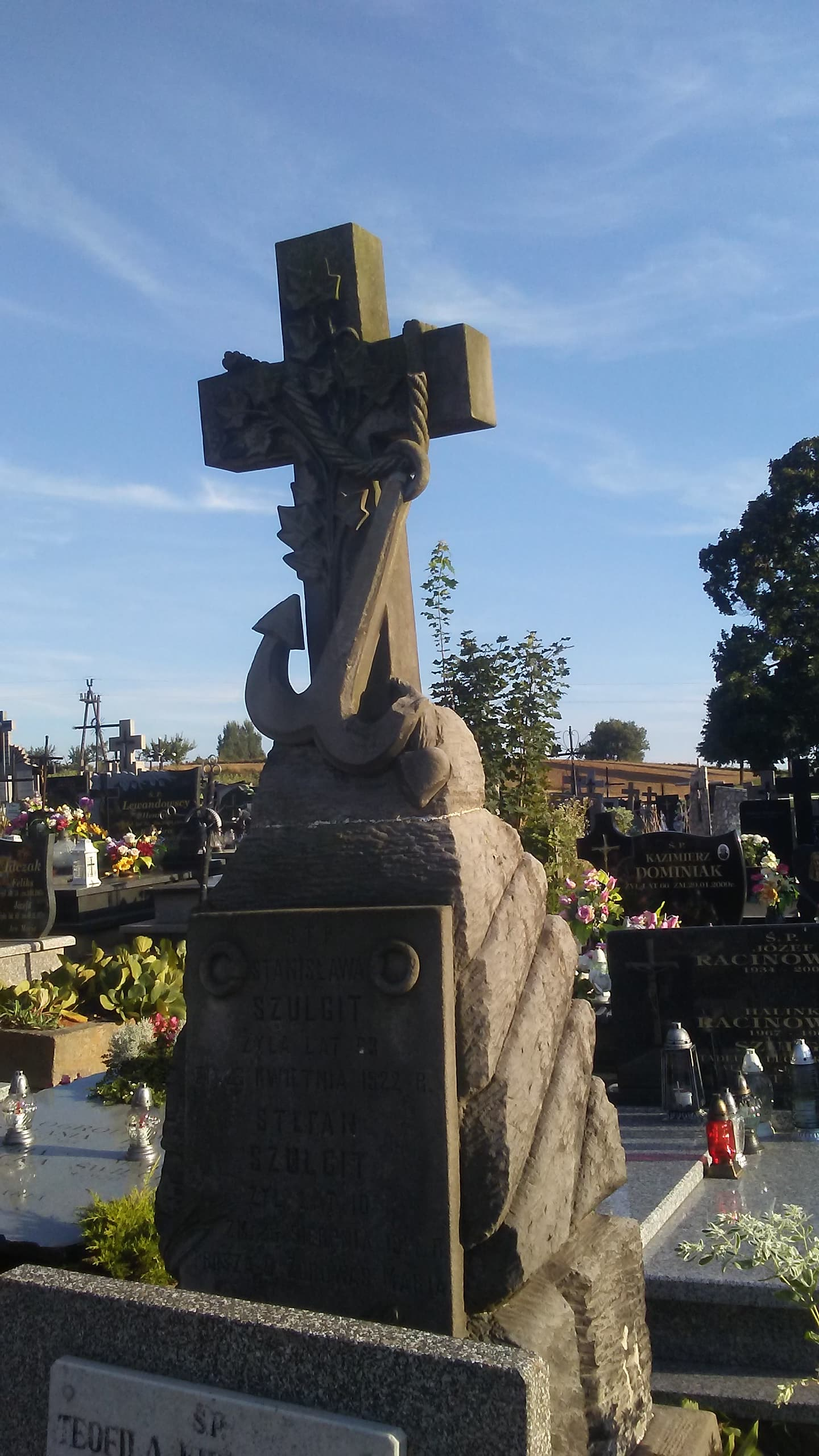
Nagrobek Szulgitów z motywem kotwicy
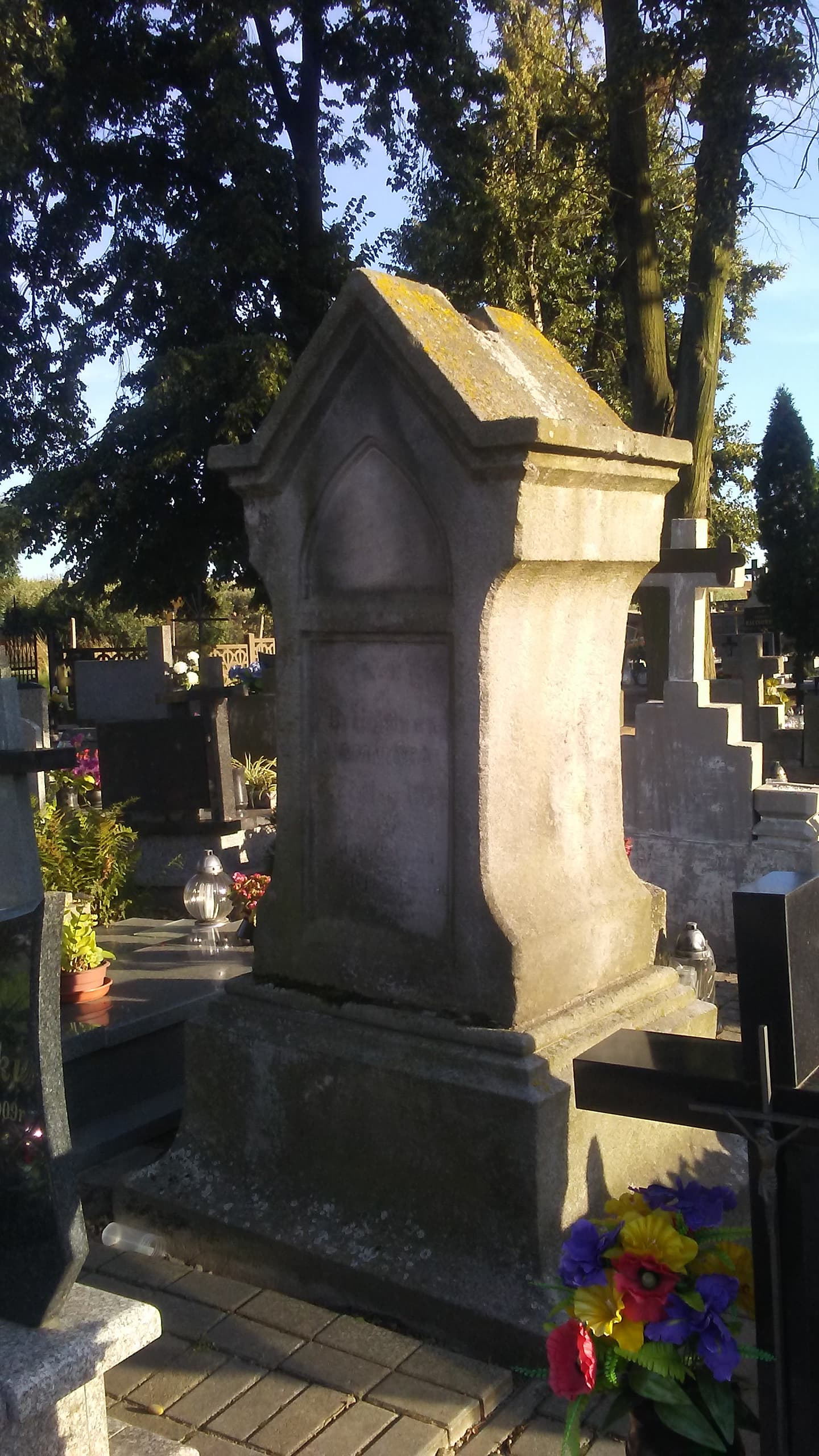
Nagrobek neogotycki z XIX w.
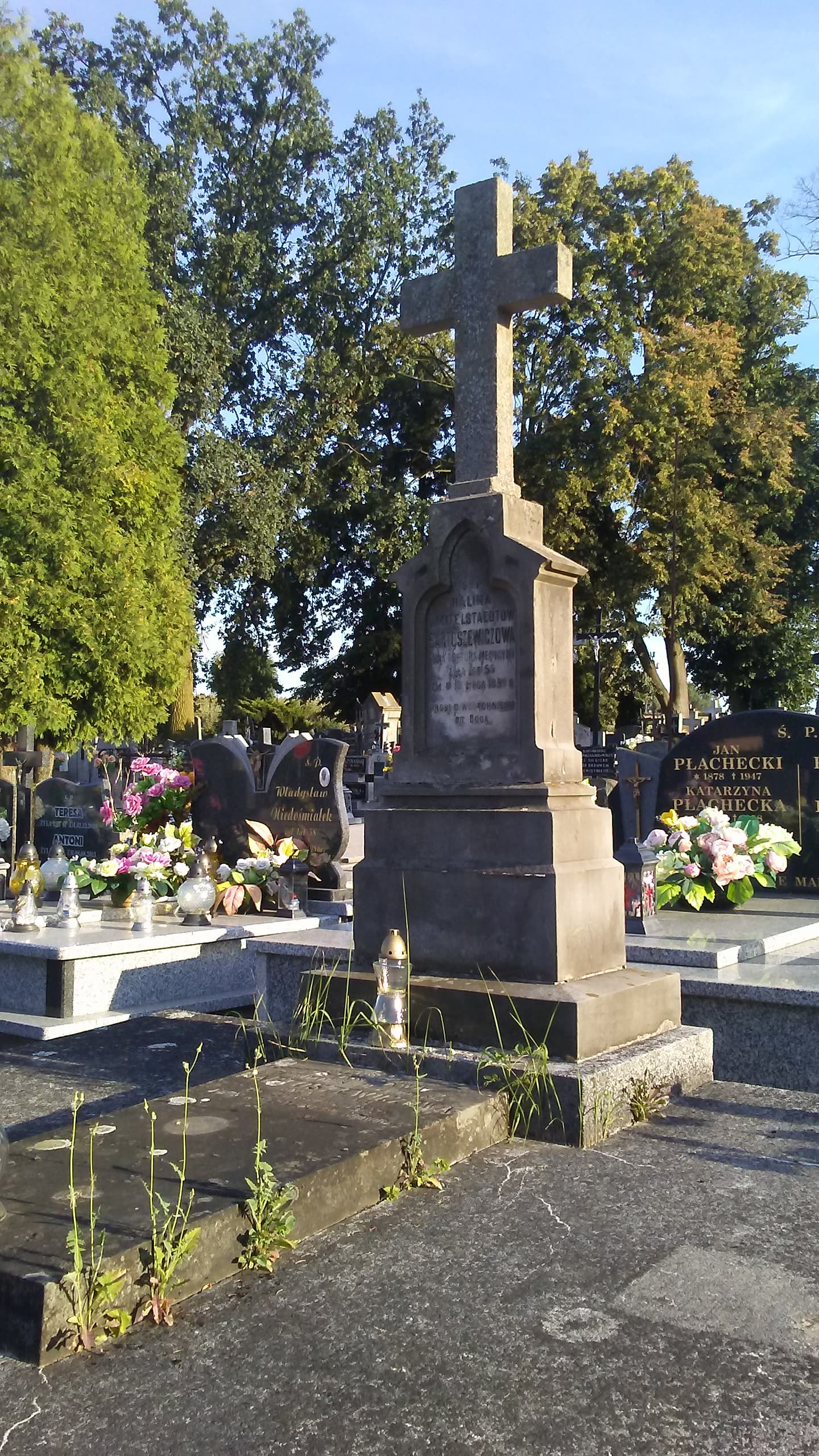
Neogotycki nagrobek Haliny z Mitelstaedów Bartoszewiczowej z XIX w.
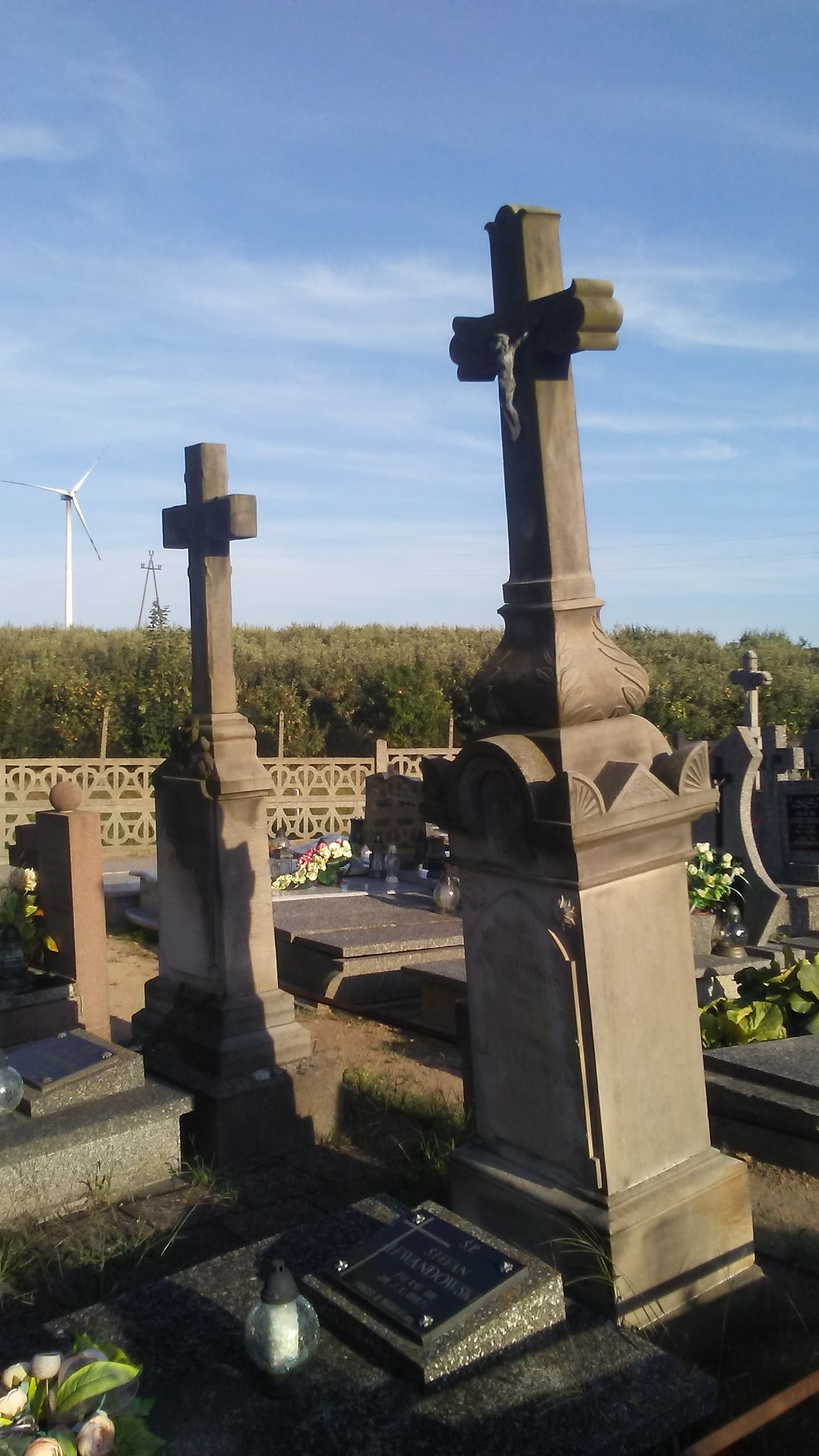
Zabytkowe nagrobki z XIX w.
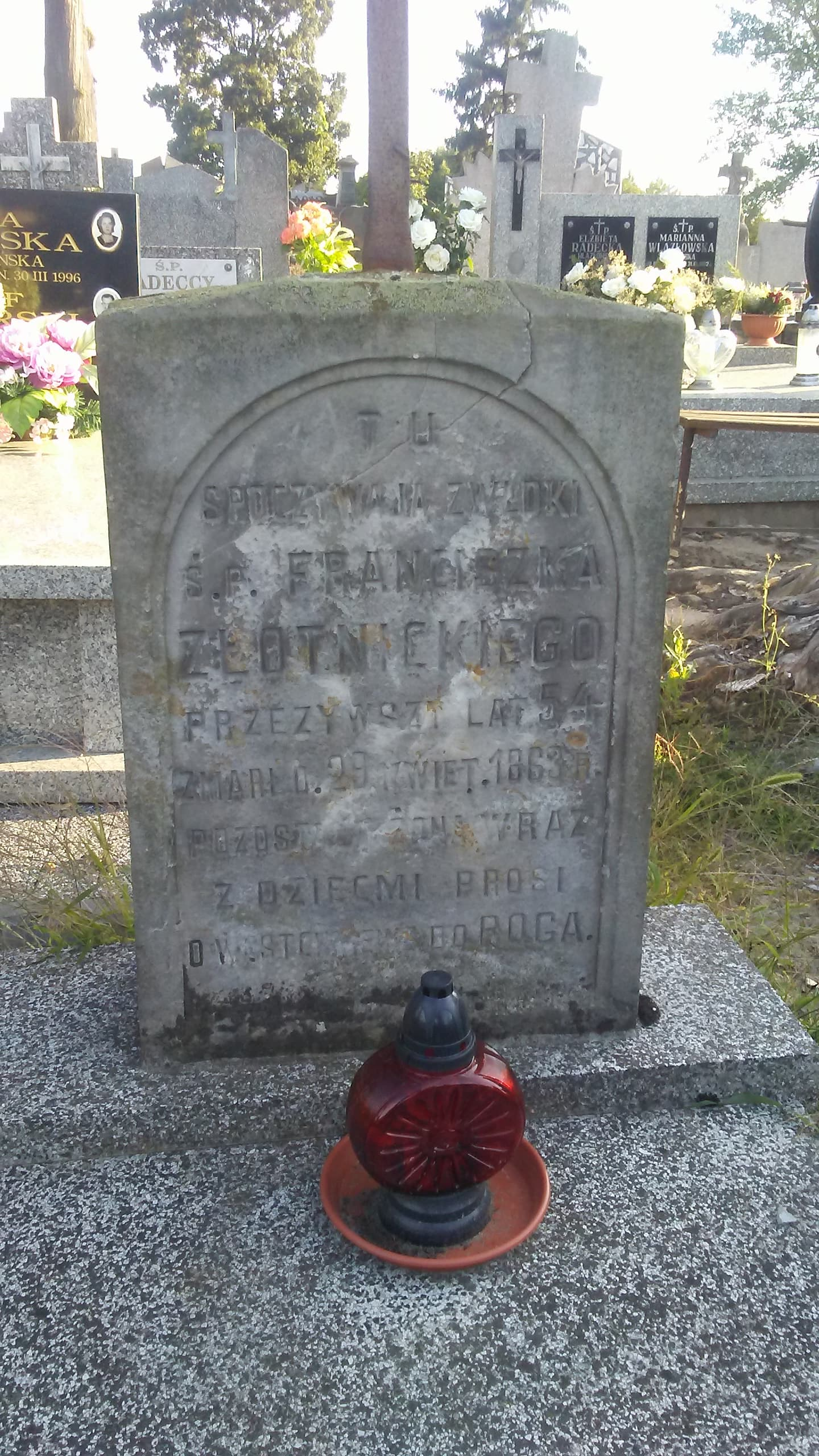
Nagrobek powstańca Złotnickiego
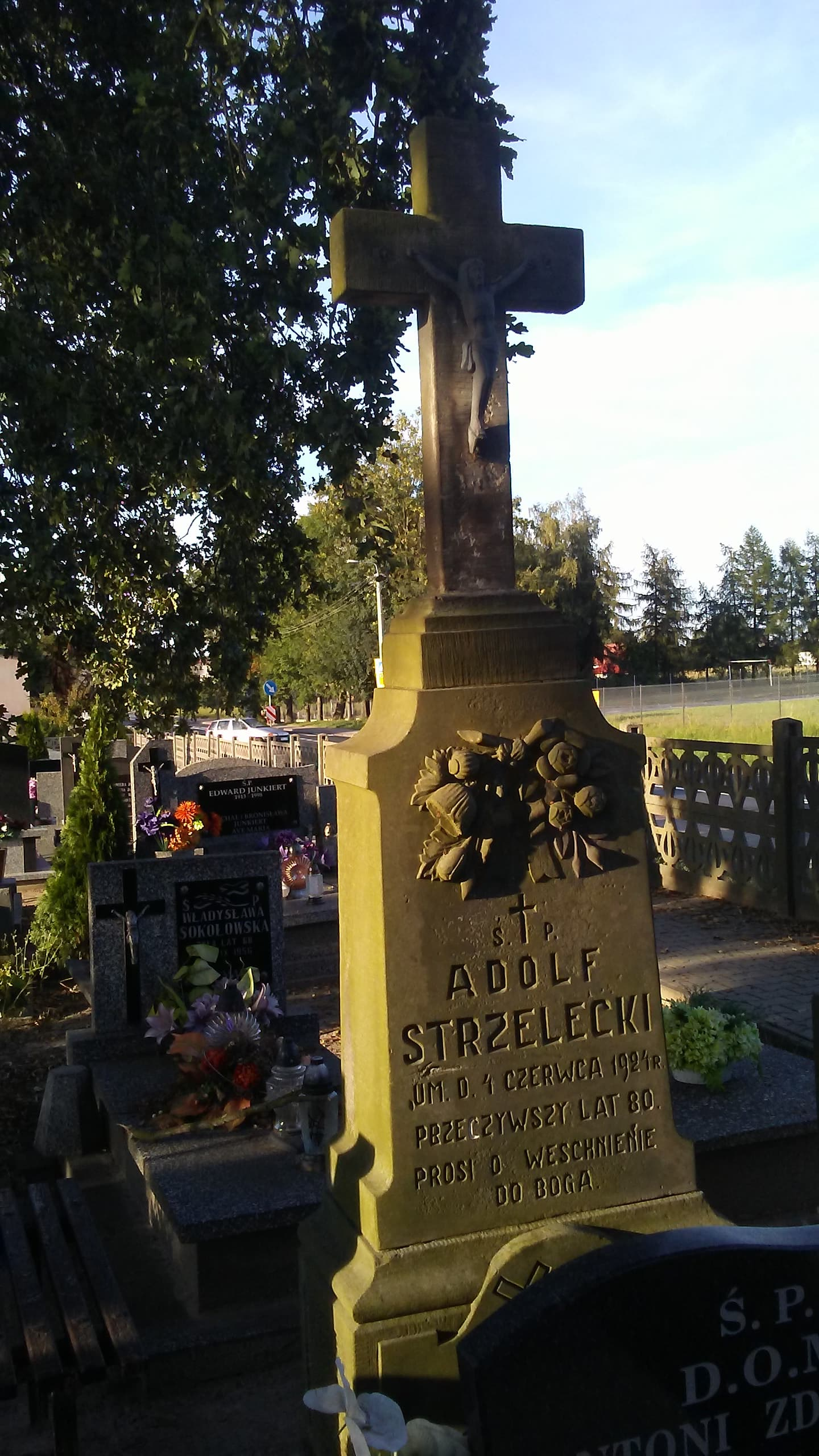
Nagrobek Adolfa Strzeleckiego z lat 20. XX w. z motywem makówek
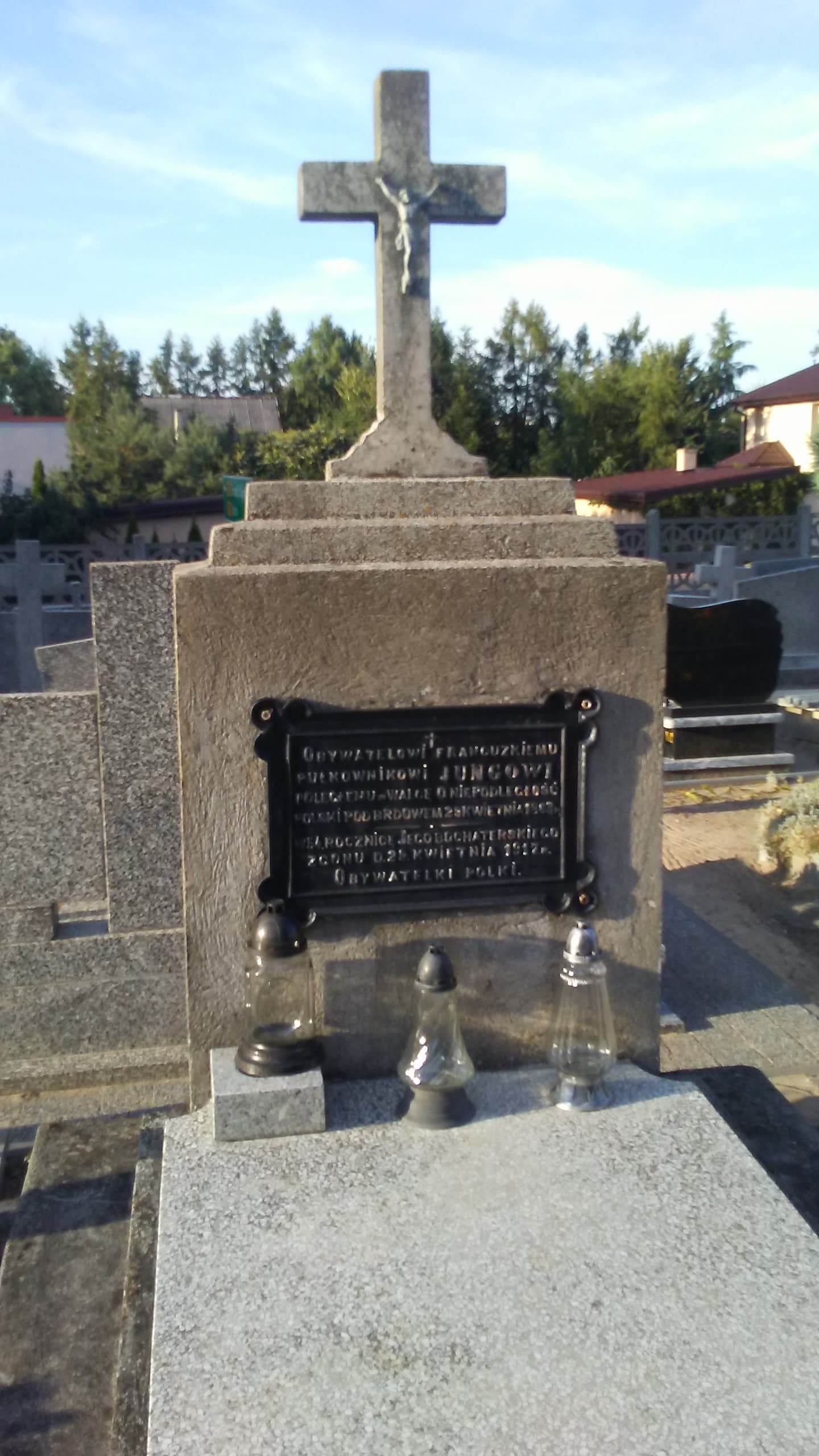
Nagrobek Leona Younga de Blankenheima
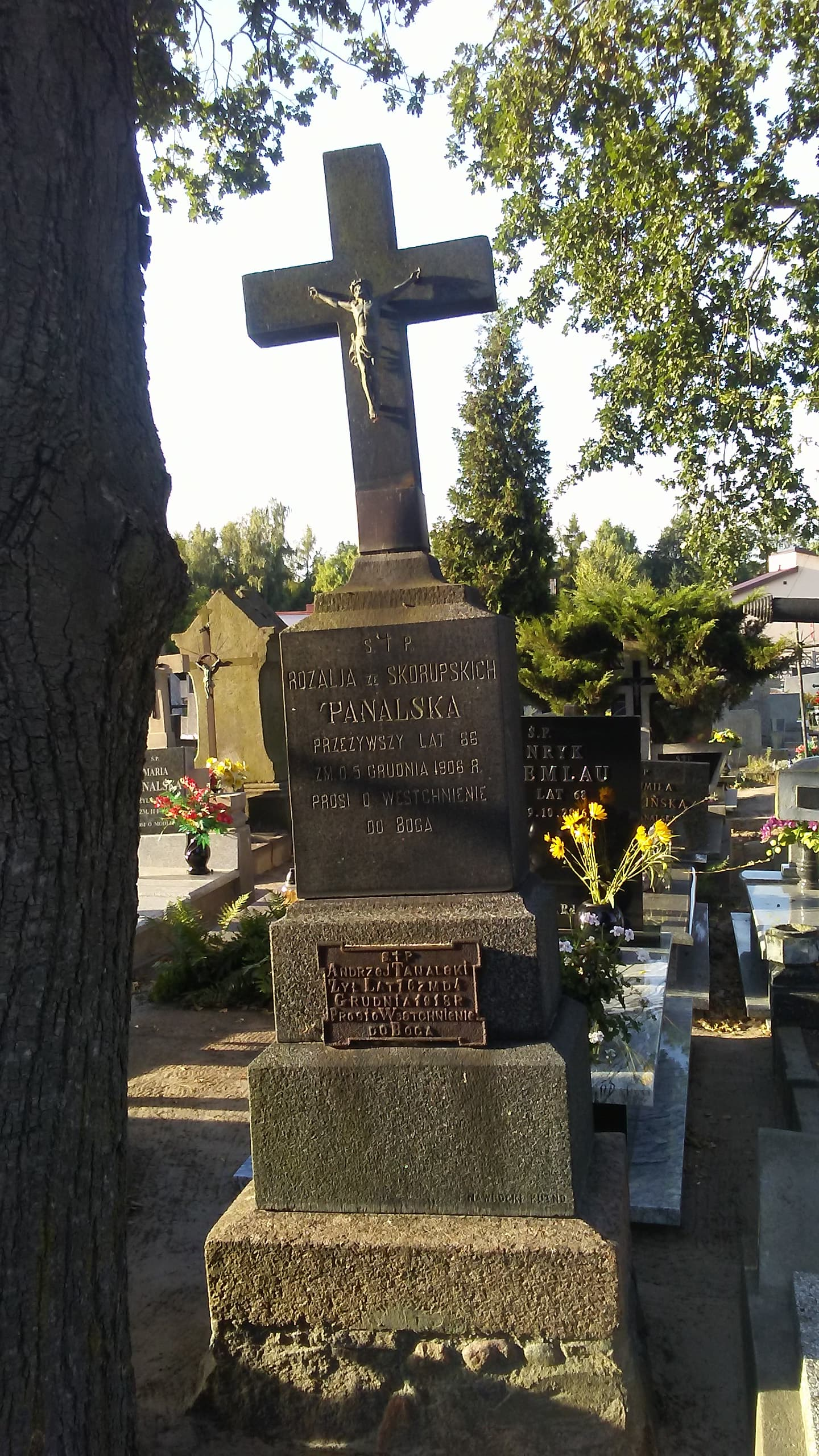
Nagrobek Tanalskich z pocz. XX w.
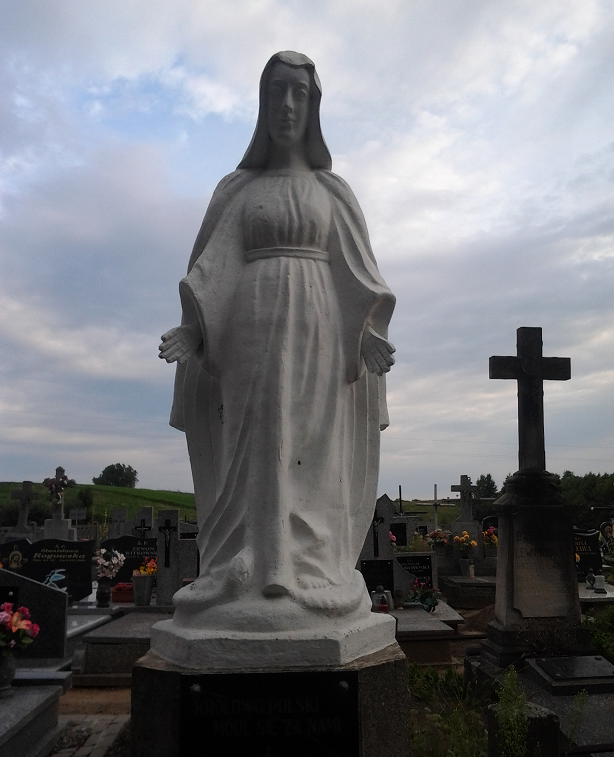
Nagrobek z figurą NMP
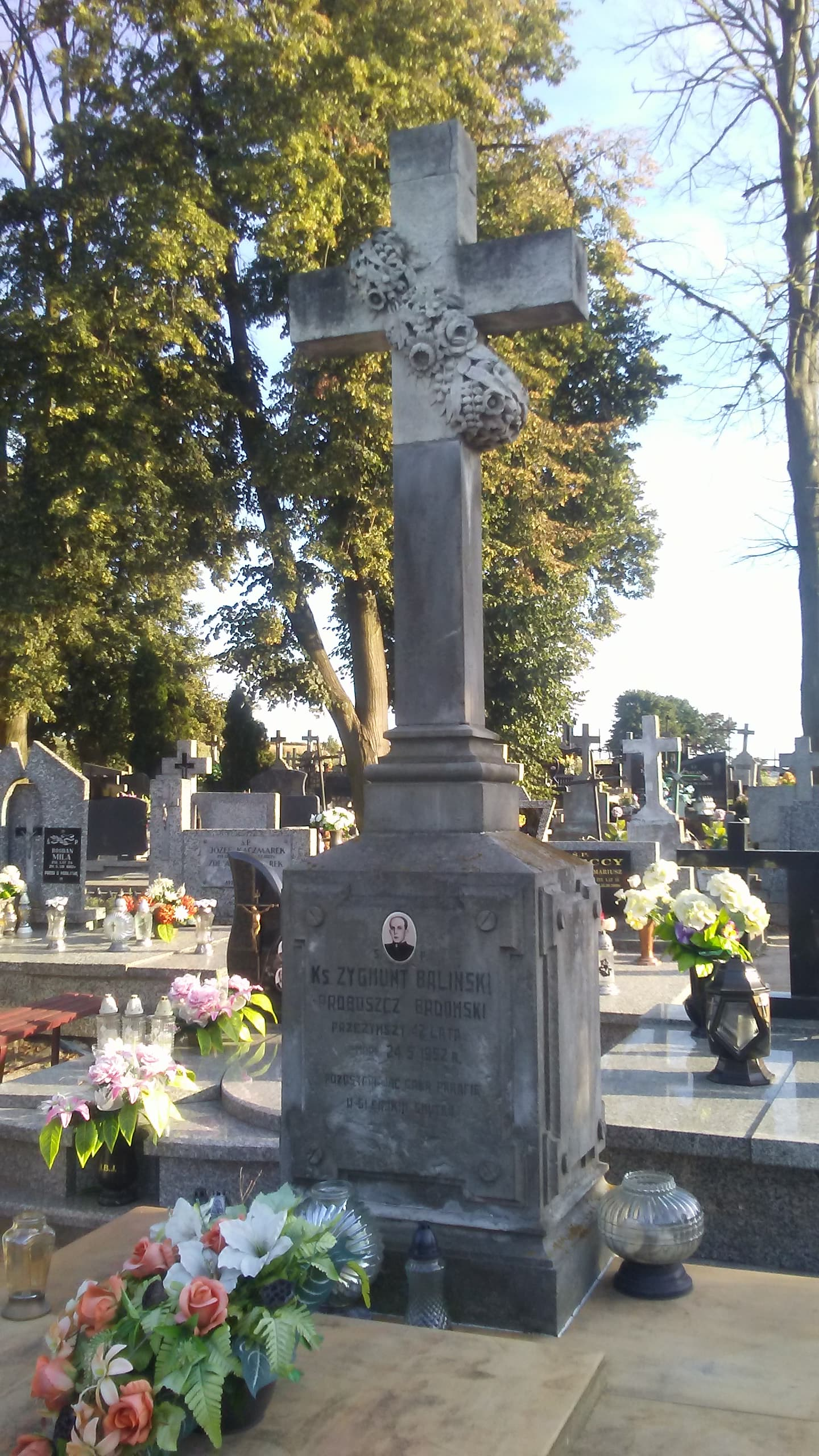
Nagrobek ks. Balińskiego